# 가미오가와역
가미오가와역(일본어: 上小川駅)은 일본 이바라키현 구지군 다이고정에 위치한 동일본 여객철도 스이군선의 철도역이다. 상대식 승강장 2면 2선의 구조를 갖춘 지상역이다.

## 타는 곳
| (역사 측) | ■ 스이군선 | 상행 | 히타치오미야 · 미토 방면                      |
| (반대 측) | ■ 스이군선 | 하행 | 히타치다이고 · 이와키타나쿠라 · 고리야마 방면 |

## 이용 현황
| 승차 인원 추이 | 승차 인원 추이 |
| 연도           | 1일 평균       |
| -------------- | -------------- |
| 2001           | 139            |
| 2002           | 148            |
| 2003           | 146            |
| 2004           | 138            |
| 2005           | 127            |
| 2006           | 123            |
| 2007           | 117            |
| 2008           | 121            |
| 2009           | 114            |
| 2010           | 107            |
| 2011           | 96             |
| 2012           | 96             |
| 2013           | 83             |
| 2014           | 83             |
| 2015           | 78             |

## 역 주변
- 국도 제118호선
- 구지 강
- 가미오가와 캠핑장

## 인접 역
| 스이군선           | 스이군선   | 스이군선               |
| ------------------ | ---------- | ---------------------- |
| 사이가네 미토 방면 | ■ 스이군선 | 후쿠로다 고리야마 방면 |